# Pezzi duri... e mosci
Pezzi duri e... mosci (The Naked Truth) è un film statunitense del 1992 diretto da Nico Mastorakis.

## Trama
Due giovani amici si trasferiscono a Los Angeles per tentare la carriera ad Hollywood; succede però che all'aeroporto scambiano per casualità una valigia per un'altra; nella valigia vi sono prove compromettenti degli illeciti commessi dalla mafia e da questo momento diventano scomodi testimoni che la stessa vuole eliminare.

## Distribuzione
Il film è uscito negli Stati Uniti il 3 maggio 1993.